# کونگووکا
کونگووکا (به لهستانی:  Koniówka) یک منطقهٔ مسکونی در لهستان است که در گمینا چارن دونایتس واقع شده‌است.
 کونگووکا  ۳۸۰ نفر جمعیت دارد.